# Vladimir Mischouk
Vladimir Mischouk (né le 13 janvier 1968 à Saint-Pétersbourg) est un pianiste classique et professeur de musique russe, artiste émérite de Russie. 

## Biographie
Vladimir Mischouk intègre en 1975 l'École de musique du Conservatoire de Saint-Pétersbourg dans la classe de Valentina Kunde, puis étudie de 1986 à 1991 avec Tatiana Kravchenko au Conservatoire lui-même. Il poursuit ses études à l'Académie Sibelius d'Helsinki et à l'École supérieure de musique Reine-Sophie de Madrid avec Dmitri Bachkirov. Il perfectionne sa maîtrise à la Fondation Internationale de Piano "Theo Lieven" avec Karl Ulrich Schnabel, Dietrich Fischer-Dieskau, Rosalyn Tureck, Leon Fleisher et Fou Ts'ong. 
En 1990, il remporte le 2e prix du Concours international Tchaïkovski, ainsi que le prix spécial Rosina Lhévinne. 
Vladimir Mischouk donne plus de 100 concerts par an en Russie, aux États-Unis, dans les pays d'Europe et d'Asie. Il se produit avec grand succès dans les salles célèbres telles que le Musikverein de Vienne, l'Opéra Bastille et le Théâtre du Châtelet à Paris, La Scala de Milan, le Concertgebouw d'Amsterdam, le Konzerthaus à Berlin, le Vieil opéra de Francfort, l'Église Notre-Dame de Dresde, le Palau de la Música à Valence, le Finland Palace à Helsinki, le  Suntory Hall et le Tokyo Opera City à Tokyo, The Rockefeller University de ( New York City ), le Teatro Coliseo à Buenos Aires, les grande et petites salles de la Philharmonie de Saint-Pétersbourg, la Saint-Pétersbourg Cappella, les grandes et petites salles du Conservatoire Tchaïkovski de Moscou, la Maison internationale de la musique de Moscou (salle Svetlanov), le théâtre Mariinsky à Saint-Pétersbourg et le  théâtre du Bolchoï à Moscou, entre autres. 
Vladimir Mischouk se produit avec des orchestres de renommée mondiale, notamment l'Orchestre national de Russie, l'Orchestre philharmonique de Saint-Pétersbourg, l'Orchestre du théâtre Mariinsky, l'Orchestre symphonique de Cappella de Saint-Pétersbourg, l'Orchestre philharmonique de Moscou, l'Orchestre symphonique de Bournemouth, l'Orchestre de chambre national polonais, l'Orchestre philharmonique du Japon, le Tokyo City Symphony Orchestra, l'Orchestre philharmonique de Munich, l'Orchestre de l'Opéra National de Paris, l'Orchestre Colonne, le Arturo Toscanini Symphony Orchestra. 
Vladimir Mischouk enseigne au Conservatoire Rimsky-Korsakov de Saint-Pétersbourg et depuis 2009, il est également professeur à l'Académie internationale de piano du lac de Côme. 
Le pianiste a enregistré plus de 10 CD en Russie et à l'étranger. Les concerts de Vladimir Mischouk sont diffusés par les plus grandes sociétés de télévision et de radio, dont ZDR (Allemagne), Radio France (France), NHK (Japon), la télévision et la radio russe et Radio Canada. 